# 一乗
一乗、一乘（いちじょう）とは、仏教、とりわけ大乗仏教で、仏と成ることのできる唯一の教えのこと。一仏乗（いちぶつじょう）、仏乗（ぶつじょう）ともいう。「一」は唯一無二、「乗」は衆生を乗せて仏果に運ぶ教法の意。

## 概説
天台宗の教学では、人間の心の境涯を、
地獄 - 餓鬼 - 畜生 - 修羅 - 人間 - 天上 - 声聞 - 縁覚 - 菩薩 - 仏
の十の世界（十界）に分ける。そしてその中で、
- 声聞と縁覚を小乗の教法として二乗と呼び、菩薩・仏の大乗の教法と分ける。
- 声聞・縁覚・菩薩を三乗と呼ぶ。
- 人間界から菩薩界までを五乗と呼ぶ。

一乗は、これら二乗・三乗・五乗の教法に対する語である。一般的には、『法華経』が一乗の教えといわれるので、「法華一乗」などと言う。

## 使用例
- 「如来は但（ただ）、一仏乗をもっての故にのみ、衆生のために法を説きたもう。余乗の若しくは二、若しくは三あることなし」 -- 『法華経』方便品
- 「この経（涅槃経）を名づけて仏乗となす。この仏乗は最勝最上である」 -- 『涅槃経』四依品